# サウール・ガルシア
サウール・ガルシア・カブレラ（Saúl García Cabrero、1994年11月9日 - ）は、スペイン・ピエラゴス出身のサッカー選手。ラシン・サンタンデール所属。ポジションはDF。単にサウールとも呼ばれる。

## クラブ経歴
カンタブリア州のピエラゴスに生まれ、2004年に9歳でラシン・サンタンデールのカンテラに加入した。2012-13シーズンにリザーブチームデビューを果たすと、そのシーズン終了後にクラブが3部に降格したため、トップチームに昇格した。2013-14シーズン、サウールはセグンダBの舞台でリーグ戦34試合に出場し、クラブのセグンダ復帰に貢献。翌シーズンの8月24日、ジローナFC戦にてプロデビューを果たした。
2014年12月29日、ラ・リーガのデポルティーボ・ラ・コルーニャに移籍し、4年半契約を交わした。7月からの加入となったが、デポルティーボでは前半戦においてカップ戦2試合の出場に終わり、冬の移籍市場でCDテネリフェへとレンタル移籍をした。
2016年8月13日、ジローナFCに1シーズンの契約でレンタル移籍をした。翌年1月2日にレンタル先をジローナからRCDマヨルカに変更した。
2018年1月7日、2017-18シーズンのデポルティーボでの出番がわずか1試合という状況だったため、シーズン終了までCDヌマンシアへとレンタルされた。ヌマンシアへレンタルされてから3日後、コパ・デル・レイのレアル・マドリード戦でデビューすると、ギジェルモ・フェルナンデスの得点をアシストし、以降はレギュラーに定着した。
2018-19シーズン、デポルティーボに復帰すると、ディエゴ・カバージョ監督が左サイドバックのファーストチョイスに選んだ。この活躍からシーズン終了後の2019年6月27日、デポルティーボ・アラベスに移籍して4年契約を結んだ。しかし、移籍後の9月2日、ラージョ・バジェカーノにレンタルされた。
2020年9月28日、セグンダに所属していたスポルティング・デ・ヒホンにレンタル移籍をすることが発表された。
2022年7月29日、古巣ラシン・サンタンデールに移籍し、2年契約を結んだ。